# 닐 그레이스턴
닐 그레이스턴(Neil Grayston, 1981년 3월 24일 ~ )은 캐나다의 배우이다.

## 출연 작품
- 클랜징 아워 (2016)
- 엔드 오브 더 월드 (2013)
- 유레카 시즌5 (2012)